# Rudolf Weishappel
Rudolf Weishappel (* 25. März 1921 in Graz; † 2. Jänner 2006 in Wien) war ein österreichischer Journalist und Komponist.

## Leben
Rudolf Weishappel erhielt ab seinem achten Lebensjahr Klavier- und Violinenunterricht sowie Unterricht in Theorie und Komposition bei Robert Wagner und Günther Eisel. Nach seiner Matura im Jahr 1939 studierte er bis zum Jahr 1941 an der Karl-Franzens-Universität Graz Anglistik, Germanistik und Musikwissenschaft.
In den Jahren von 1945 bis 1952 war Weishappel freier Mitarbeiter bei den Grazer Tageszeitungen Kleine Zeitung und Die Wahrheit. Zudem arbeitete er in dieser Zeit als freischaffender Komponist und erhielt zahlreiche Aufträge von den Vereinigten Bühnen Graz und der Sendergruppe Alpenland. Von 1952 bis 1954 war er Kulturkorrespondent ebenda. Von 1954 bis 1958 arbeitete er als freier Mitarbeiter in der Kulturabteilung des Neuen Kuriers in Wien. Hier stieg er im Jahr 1959 zum Kulturredakteur und im Jahr 1961 zum Ressortleiter für Film und Fernsehen auf. Diese Stelle hatte er bis zum Jahr 1973 inne.
In den Jahren von 1974 bis 1986 war Weishappel Referatsleiter für Theater, Film und Musik im Kulturamt der Stadt Wien. Ab 1997 lebte er in Berlin und komponierte im Stil der freien Tonalität, hin und wieder unter Einbeziehung der Zwölftontechnik.

„Ich bin kein Dogmatiker. Im großen und ganzen der freien Tonalität verpflichtet, beziehe ich - wenn es Text oder dramatische Situationen erfordern - die Zwölftontechnik in meine Werke ein. Dazu ein Zitat Helmuth A. Fiechtners in der „Furche“ 1969 zur Kantate Von der ungeordneten Verlassenschaft: „Vor allem Rudolf Weishappels Kantate, in unorthodoxer Zwölftontechnik gearbeitet, hält sich seit vielen Jahren als zeitlos gültiges, eigenständiges Werk.“ Nur in einem Punkt bin ich dogmatisch: Musik ist für mich eine sinnliche Kunst, die durch das Ohr aufgenommen wird. Das heißt: Konstruktion, Form und Aussage eines musikalischen Werkes müssen hörbar, dürfen nicht nur lesbar sein.“

## Auszeichnungen
- 1958: Förderungspreis der Stadt Wien[3]
- 1968: Förderungspreis Theodor Körner Fonds
- 1972: Preis der Stadt Wien für Musik[4]
- 1974: Berufstitel Professor durch die Republik Österreich
- 1987: Ehrenmedaille in Gold Stadt Wien

## Werke
- Drei Gesänge an den Tod – für Bariton und großes Orchester nach Texten von Ernst Goll (1944/1945)[5]
- Erstes Streichquartett – für zwei Violinen, Viola und Violoncello (1945)[5]
- Erste Symphonie – für Orchester (1947)[5]
- Die sieben Todsünden – Ballett (1947)[5]
- Zweites Streichquartett – für zwei Violinen, Viola und Violoncello (1948)[5]
- Zweite Symphonie – für Orchester (1950)[5]
- Elga – Oper (1951–1965/1966)[5]
- König Nicolo – Erstfassung der Oper nach dem Drama von Frank Wedekind (1953–1956)[5]
- König Nicolo – Oper in 2 Akten. Neufassung des Werkes von 1953 nach Texten von Frank Wedekind (1953/1971)[5]
- Von der ungeordneten Verlassenschaft – Kantate nach Gedichten von Franz Kießling für Sopran, Bariton und Instrumente (1956)[5]
- Die Lederköpfe – Stück mit Musik nach dem gleichnamigen Schauspiel von Georg Kaiser (1969/1970)[5]
- Vokalsymphonie König Nicolo – Symphonie in 4 Sätzen nach Motiven der gleichnamigen Oper für Sopransolo, gemischten Chor und großes Orchester nach Texten von Frank Wedekind (1977)[5]